# Georgios Zervinis
Georgios Zervinis (in greco Γέωργιος Ζερβίνης?; Tinos, 1905 – 1983) è stato un lottatore greco, specializzato nella lotta greco-romana e nella lotta libera. Rappresentò la Grecia a tre edizioni consecutive dei Giochi olimpici estivi di Parigi 1924, Amsterdam 1928 e Los Angeles 1932. Morì nel 1983 mentre tornava da un torneo pre-olimpico a Los Angeles, dove aveva guidato un piccolo gruppo di lottatori greci.

## Palmarès
| Anno | Manifestazione  | Sede        | Evento                          | Risultato | Note |
| ---- | --------------- | ----------- | ------------------------------- | --------- | ---- |
| 1928 | Giochi olimpici | Parigi      | Lotta greco-romana - Pesi gallo | 17º       |      |
| 1928 | Giochi olimpici | Amsterdam   | Lotta greco-romana - Pesi gallo | 19º       |      |
| 1932 | Giochi olimpici | Los Angeles | Lotta greco-romana - Pesi gallo | 5º        |      |
| 1932 | Giochi olimpici | Los Angeles | Lotta libera - Pesi gallo       | 4º        |      |